# Bezpieczeństwo wewnętrzne
Bezpieczeństwo wewnętrzne – jeden z rodzajów bezpieczeństwa odnoszący się do zagrożeń i przeciwdziałań wobec nich występujących wewnątrz państwa. Zapewnienie odpowiednio wysokiego poziomu bezpieczeństwa wewnętrznego jest istotnym elementem polityki wewnętrznej państwa. Bezpieczeństwo narodowe (państwa) to stan niezagrożonego spokoju wyrażany poprzez potrzebę istnienia, przetrwania, pewności, stabilności, tożsamości, niezależności, ochrony poziomu i jakości życia.
Pojęcie bezpieczeństwa wewnętrznego odnosi się do procesu zaspokajania potrzeb i interesów społeczeństwa danego kraju, co zapewne jest przesłanką do używania określenie bezpieczeństwo wewnętrzne państwa. Proces ten realizuje się w złożonym środowisku, a jego konsekwencje dotyczą nie tylko zainteresowanych osób i grup społecznych, środowisk, regionów i całych państw, ale odnoszą się także do innych społeczności, chociażby z uwagi na fakt przestrzennego rozprzestrzeniania się zagrożeń, które nie znają pojęcia "granica państwa" (np. terroryzm).
Bezpieczeństwo wewnętrzne jest jednym z dwóch, obok bezpieczeństwa zewnętrznego, rodzajów bezpieczeństwa wyróżnianych ze względu stosunek do obszaru państwa. Zapewnienie bezpieczeństwa narodowego jest naczelnym zadaniem polityki zagranicznej państwa, zaś celem narodowej polityki bezpieczeństwa jest ochrona państwa i społeczeństwa przed zagrożeniem wewnętrznym i zewnętrznym.
Bezpieczeństwo wewnętrzne jest także przedmiotem studiów akademickich na wielu uczelniach w Polsce, zarówno jako oddzielny kierunek studiów, specjalizacja na administracji i na politologii, jak i studia podyplomowe.
Zagrożenia mogą być skierowane na zewnątrz i do wewnątrz; tak samo powinny być skierowane działania w celu ich likwidowania. Wyodrębnia się więc bezpieczeństwo wewnętrzne i bezpieczeństwo zewnętrzne.
„Bezpieczeństwo wewnętrzne jest domeną polityki wewnętrznej danego kraju. Tak jest do dzisiaj, choć zmienił się zarówno charakter i rodzaj zagrożeń, jak i metody zapobiegania im. Globalizacja oraz rozwój międzynarodowej komunikacji wymagają umiędzynarodowienia sfery bezpieczeństwa wewnętrznego, co ma miejsce, ale brak, jak na razie, pełnego przekonania o takiej konieczności, co jest wywołane wieloma specyficznymi warunkami. Do najważniejszych należy zaliczyć: brak zmian w myśleniu o bezpieczeństwie, narodowy charakter służb specjalnych, utajnienie zasad ich działania, wysokie koszty oraz wykorzystywanie często przez nich do finansowania nielegalne źródła dochodów, opierające się na współpracy z przestępczością zorganizowaną” – stwierdza Katarzyna Żukrowska.
Bezpieczeństwo jest również kierunkiem studiów.

## Bezpieczeństwo wewnętrzne a zagrożenia
Bezpieczeństwo wewnętrzne kształtuje się w relacjach pomiędzy zagrożeniami, poziomem bezpieczeństwa, polityką bezpieczeństwa a poczuciem bezpieczeństwa.
- Poziom bezpieczeństwa – rozumiany jako pewien obiektywnie mierzony stan bezpieczeństwa panujący na obszarze państwa – znajduje się pomiędzy zagrożeniami a polityką bezpieczeństwa. Zagrożenia bezpieczeństwa – możliwość ataku, katastrofy czy akcji o podobnych skutkach, same ataki i ich konsekwencje – wpływają na poziom bezpieczeństwa.

- Polityka bezpieczeństwa – przez jej realizację przez odpowiednie organy państwa – wpływa również na poziom bezpieczeństwa. Z kolei poziom bezpieczeństwa jest odbierany przez przebywających na terytorium danego państwa i przekłada się na ich subiektywne poczucie bezpieczeństwa.

- To poczucie bezpieczeństwa – wyrażane przez społeczeństwo w prezentowanych opiniach, wynikach sondaży, akcjach takich jak petycje, marsze protestacyjne – jest z kolei jednym z czynników kształtujących politykę bezpieczeństwa, innym jest obraz rzeczywistych czy też wyobrażonych zagrożeń w oczach kształtujących ową politykę.

## Cele strategii RP
Według Strategii bezpieczeństwa narodowego Rzeczypospolitej Polskiej nadrzędnym celem działań państwa w dziedzinie bezpieczeństwa wewnętrznego jest utrzymanie zdolności do reagowania w przypadku wystąpienia zagrożeń bezpieczeństwa publicznego oraz bezpieczeństwa powszechnego związanych z ochroną porządku prawnego, życia i zdrowia obywateli oraz majątku narodowego przed bezprawnymi działaniami oraz skutkami klęsk żywiołowych, katastrof naturalnych i awarii technicznych.
Osiągnięcie tego celu wymaga:
- tworzenia spójnych przepisów prawnych,
- kształtowania postaw społecznych,
- doskonalenia działalności wszystkich podmiotów państwowych i społecznych, których aktywność związana jest z bezpieczeństwem wewnętrznym państwa.

Będzie to możliwe poprzez:
- zwiększenie efektywności działania administracji publicznej,
- podnoszenie poziomu profesjonalizmu funkcjonariuszy i pracowników administracji publicznej realizujących zadania w tej sferze funkcjonowania państwa,
- upowszechnianie wiedzy o zagrożeniach bezpieczeństwa wewnętrznego państwa.

Działania w zakresie zapewnienia akceptowanego przez społeczeństwo poziomu bezpieczeństwa wewnętrznego państwa mają być skierowane także na integrację i konsolidację z działaniami NATO, UE i ONZ oraz innych organizacji międzynarodowych.

## Terroryzm
Strategia ta podkreśla możliwość wystąpienia zagrożeń terrorystycznych i konieczność przeciwdziałania aktom terrorystycznym.
Dla przeciwdziałania terroryzmowi ważne są:
- profesjonalizm w wykonywaniu zadań ustawowych,
- prawidłowe wyznaczonych do tego służb i organów,
- umiejętność właściwego zachowania się obywateli w przypadku wystąpienia zagrożenia terrorystycznego.

## Inne zagrożenia
Państwo ma także zapobiegać innym działaniom godzącym w jego bezpieczeństwo wewnętrzne, w tym naruszającym porządek konstytucyjny oraz rozpowszechniającym totalitarne ideologie, nienawiść rasową i narodowościową.
Zarówno ideologie jak nienawiść na tle rasowym, narodowym, religijnym, przekonań co do mniejszości seksualnych czy do praktyk medycznych – nie uznają granic. Polska jest ciągle krajem dość jednolitym etnicznie i religijnie, ale ten stan się zmienia wraz z rosnącą imigracją, a także z możliwością swobodnego przepływu ludzi i podejmowania przez nich pracy na obszarze kraju. Wraz z rosnącą liczbą obcokrajowców wzrasta też prawdopodobieństwo wystąpienia aktów przemocy przeciw nim; na razie nie są to częste przypadki.

## Wyzwania globalizacji
W czasach globalizacji bezpieczeństwo wewnętrzne i bezpieczeństwo zewnętrzne są ściśle ze sobą powiązane. Zagrożenia z zewnątrz łatwo mogą się przerodzić w zagrożenia wewnętrzne, zwłaszcza w takich obszarach jak terroryzm, przestępczość międzynarodowa, wykorzystywanie dostaw energii do celów politycznych, kataklizmy naturalne i wywołane przez człowieka. Na wiele z nich Polska jest narażona, w większym lub mniejszym stopniu.
Wydarzenia polityczne i gospodarcze w jednym kraju wpływają na wydarzenia w innych. Kataklizmy takie jak powodzie czy tajfuny nigdy nie uznawały granic, ale za te związane z działalnością człowieka – jak zanieczyszczenie środowiska – odpowiadają konkretne kraje, przedsiębiorstwa, osoby nimi kierujące.
W zakresie bezpieczeństwa wewnętrznego państwo ma do czynienia nie tylko z innym państwem czy państwami, ale także z organizacjami czy pojedynczymi osobami, zarówno jeśli chodzi o ich zwalczanie, jak i współpracę w celu rozwiązania problemów. Ma do czynienia także z organizacjami międzynarodowymi takimi jak ONZ czy NATO. Jest to bezpośredni skutek globalizacji politycznej.
Planując swe działania w zakresie bezpieczeństwa wewnętrznego, państwo musi być świadome tych uwarunkowań i stworzyć odpowiednie akty prawne, a na ich podstawie odpowiednie instytucje, po czym starać się doskonalić je i dostosowywać do aktualnej sytuacji.